# Maty Noyes
Madeline Ashley "Maty" Noyes, född 25 augusti 1997 i Corinth, Mississippi, är en amerikansk singer-songwriter. Hon är mest känd för att ha medverkat på The Weeknds album Beauty Behind the Madness från 2015 och för att ha varit huvudsångaren i Kygos låt "Stay". Hon har även släppt två stycken EP:er, Noyes Complaint (2016) och Love Songs From A Lolita (2018).